# Шей, Брэди
Брэди Шей (англ. Brady Skjei; 26 марта 1994, Лейквилл, Миннесота, США) — американский профессиональный хоккеист, защитник клуба НХЛ «Нэшвилл Предаторз». Чемпион мира 2025 года.

## Карьера
1 апреля 2015 года Шей подписал контракт новичка с «Нью-Йорк Рейнджерс», выбравшими его на драфте НХЛ 2012 года в 1-м раунде под общим 28-м номером. В сезоне 2014/15 Брэди присоединился к фарм-клубу «рейнджеров» в АХЛ, команде «Хартфорд Вулф Пэк». Первый гол на профессиональном уровне он забил 26 апреля 2015 года в матче плей-офф Кубка Колдера в ворота команды «Провиденс Брюинз».
Шей был переведён в основной состав «Нью-Йорк Рейнджерс» 15 декабря 2015 года. В связи с травмами большого количества защитников «Рейнджерс» он стал получать много игрового времени, но так и не набрал ни одного очка в 7 матчах регулярного чемпионата сезона 2015/16.
Уже в следующем сезоне, 11 декабря 2016 года, Брэди забил свой первый гол в карьере НХЛ, случилось это в матче против «Нью-Джерси Девилз». 16 апреля 2017 года он забил свой первый гол в плей-офф в матче против «Монреаль Канадиенс». 21 июня 2017 года Шей был включён в символическую сборную новичков НХЛ по итогам сезона 2016/17.
28 июля 2018 года Брэди подписал с «Рейнджерс» контракт на 6 лет со среднегодовой зарплатой 5,25 млн долларов.
24 февраля 2020 года Шей был обменян «рейнджерами» в «Каролину Харрикейнз» на выбор в 1-м раунде.
1 июля 2024 года, будучи неограниченно свободным агентом, подписал семилетний контракт с «Нэшвилл Предаторз» на общую сумму $ 49 млн.
В 2025 году Шей был вызван и играл за основную сборную США на Чемпионате мира 2025, на котором сборная США выиграла золото.